# ポール・ソベー・アレーナ
ポール・ソベー・アレーナ（Paul Sauvé Arena）は、かつてカナダのケベック州モントリオールに存在した屋内体育施設である。

## 概要
当施設はモントリオールの中心部であるローズモント地区に1960年に建設され、収容人員4,000名。施設の名称はケベック州の有力政治家であったポール・ソベー（1907年3月24日 - 1960年1月2日）にちなんで命名された。
また、モントリオールはカルガリーと並ぶカナディアン・プロレスリングのビッグ・テリトリーであり、特にポール・ソベー・アレーナは、ケベック州をテリトリーとしていたNWF（National Wrestling Federation）の中心興行施設として知られた。
1975年5月18日、このポール・ソベー・アレーナでアントニオ猪木（日本）vs タイガー・ジート・スィン（インド）のNWF世界ヘビー級選手権試合が開催されている。
1976年に開催されたモントリオールオリンピック（第21回夏季オリンピック）ではバレーボール競技の会場となり、男女の予選リーグの試合が開催された。
なお、本施設であるが、1996年には取り壊されたため、現存していない。